# Chiesa di San Giovanni Battista a Senni
La chiesa di San Giovanni Battista a Senni si trova nel comune di Scarperia, in provincia di Firenze.
Già documentata nel 1145, fu di patronato degli Ubaldini.
La chiesa è nota per il miracolo eucaristico che vi sarebbe avvenuto nel 1459, quando l'ostia divina non si sarebbe staccata dalla patena per comunicare una donna in peccato, del quale rimane memoria in un dipinto di gusto popolaresco conservato nella canonica.
Il portico quattrocentesco presenta eleganti capitelli di gusto michelozziano. All'interno è conservato un dipinto con la Madonna col bambino fra san Giovanni Battista e san Sebastiano di ambito fiorentino della prima metà del XVI secolo, copia del dipinto del Perugino, fatto trasportare dal granduca Pietro Leopoldo a Firenze e oggi agli Uffizi.